# El Salvador en la clasificación de Concacaf para la Copa Mundial de Fútbol de 1970
La selección de fútbol de El Salvador fue uno de los doce equipos nacionales que participaron en la Clasificación de Concacaf para la Copa Mundial de Fútbol, en la cual definieron representantes para la Copa Mundial de Fútbol de 1970 que se desarrollaría en México. Se trató de la primera vez en la que el combinado salvadoreño compitió en un proceso clasificatorio para una Copa Mundial de Fútbol.
El Salvador inició su camino el 1 de diciembre de 1968 en el grupo 4 junto a las selecciones caribeñas de Antillas Neerlandesas y Guayana Neerlandesa. En el Estadio Flor Blanca de San Salvador, arrollaron a Guayana Neerlandesa por seis a cero.
Luego, a duras penas vencieron a las Antillas pero ya estaban calificados a la segunda ronda por una combinación de resultados. En su último partido, cayeron cuatro a uno contra Guayana Neerlandesa en Paramaribo.
Después, se vieron las caras contra Honduras en el grupo 2, donde en Tegucigalpa fueron derrotados por la mínima pero en San Salvador vencieron a los hondureños por 3-0, jugando un tercer partido ya que no contabilizaban la diferencia de gol. El juego se hizo en Ciudad de México, llegando a la prórroga y ganando por tres a dos, protagonizando la llamada Guerra del Fútbol.
La tercera y última serie definía al calificado, enfrentando a Haití y empezando en Puerto Príncipe, ganando por 2-1 y teniendo una ventaja para la vuelta en San Salvador, pero en casa perdieron por 3-0 y de nuevo, obligando a un tercer encuentro. Ese duelo fue jugado el 8 de octubre de 1969 en Kingston, Jamaica, un país caribeño al igual que su rival y posiblemente dandoles más ventaja, pero el partido fue intenso y hasta el minuto 104' en los tiempos extra, Juan Ramón Martínez rompió la paridad sin goles, terminando así el juego, logrando la primera clasificación de una selección centroamericana a una Copa Mundial.

## Sistema de juego
Se realizó un torneo dividido en tres rondas:
Primera ronda: Con los 12 equipos restantes se formaron en 4 grupos de 3 equipos cada uno. Jugándose por el sistema de liguilla, con encuentros en casa y fuera. Los primeros de grupo se clasificaron para la siguiente ronda.
Segunda ronda: Los 4 equipos se agrupan en eliminatorias a doble partido (con partidos fuera y en casa). Los vencedores pasan a la ronda siguiente.
Tercera ronda: Los 2 equipos restantes juegan una eliminatoria a doble partido. El vencedor se clasifica para el Mundial.

## Sede
| San Salvador        |
| ------------------- |
| Estadio Flor Blanca |
| Capacidad: 36 500   |
|                     |

## Jugadores
| #    | Posición        | Nombre                    | Club                       |
| ---- | --------------- | ------------------------- | -------------------------- |
| 1    | Portero         | Gualberto Fernández       | Atlante San Alejo          |
| 2    | Portero         | Jorge Suárez              | Sonsonate                  |
| 3    | Defensa         | Roberto Rivas             | Alianza                    |
| 4    | Defensa         | Salvador Mariona          | Alianza                    |
| 5    | Defensa         | Mauricio Manzano          | FAS                        |
| 6    | Defensa         | Saturnino Osorio          | Águila                     |
| 7    | Defensa         | René Mena                 | Águila                     |
| 8    | Defensa         | Guillermo Castro          | Atlético Marte             |
| 9    | Defensa         | Jorge Alfredo Vásquez     | Universidad de El Salvador |
| 10   | Centrocampista  | Mauricio González         | Atlético Marte             |
| 11   | Centrocampista  | Víctor Azúcar             | Adler                      |
| 12   | Centrocampista  | Jorge Búcaro              | Águila                     |
| 13   | Centrocampista  | Genaro Sermeño            | FAS                        |
| 14   | Centrocampista  | Fausto Torres             | Águila                     |
| 15   | Centrocampista  | Mauricio Alonso Rodríguez | Universidad de El Salvador |
| 16   | Delantero       | Sergio Méndez             | Atlético Marte             |
| 17   | Delantero       | Joel Estrada              | FAS                        |
| 18   | Delantero       | Elmer Acevedo             | FAS                        |
| 19   | Delantero       | José Antonio Quintanilla  | Atlético Marte             |
| 20   | Delantero       | Juan Ramón Martínez       | Águila                     |
| 21   | Delantero       | Salvador Flamenco         | Adler                      |
| 22   | Delantero       | Mario Monge               | FAS                        |
| 23   | Delantero       | Juan Francisco Barraza    | Águila                     |
| 24   | Delantero       | Julio César Mejía         | Atlético Marte             |
| Ent. | Gregorio Bundio | Gregorio Bundio           | Gregorio Bundio            |

## Partidos

### Primera ronda
| Equipo                | Pts. | PJ | PG | PE | PP | GF | GC | Dif |
| --------------------- | ---- | -- | -- | -- | -- | -- | -- | --- |
| El Salvador           | 6    | 4  | 3  | 0  | 1  | 10 | 5  | 5   |
| Guayana Neerlandesa   | 4    | 4  | 2  | 0  | 2  | 10 | 9  | 1   |
| Antillas Neerlandesas | 2    | 4  | 1  | 0  | 3  | 3  | 9  | -6  |

| L\V                              | Bandera de El Salvador |     | Bandera de Antillas Neerlandesas |
| Bandera de El Salvador           |                        | 6:0 | 1:0                              |
|                                  | 4:1                    |     | 6:0                              |
| Bandera de Antillas Neerlandesas | 1:2                    | 2:0 |                                  |

|  | Clasificado a la segunda ronda. |

| 1 de diciembre de 1968 | El Salvador                                                         | 6:0 (1:0) | Guayana Neerlandesa | Estadio Flor Blanca, San Salvador                             |                                                               |
|                        | Azúcar 33', 47' · Estrada 53', 58' · Quintanilla 69' · Flamenco 81' |           |                     | Asistencia: 10037 espectadores Árbitro(s): Lloyd de Gourville | Asistencia: 10037 espectadores Árbitro(s): Lloyd de Gourville |

| 12 de diciembre de 1968 | El Salvador     | 1:0 (0:0) | Antillas Neerlandesas | Estadio Flor Blanca, San Salvador                            |                                                              |
|                         | Quintanilla 75' |           |                       | Asistencia: 12205 espectadores Árbitro(s): John Di Salvatori | Asistencia: 12205 espectadores Árbitro(s): John Di Salvatori |

| 15 de diciembre de 1968 | Antillas Neerlandesas | 1:2 (0:0) | El Salvador                | Estadio Flor Blanca, San Salvador                             |                                                               |
|                         | Martina 86'           |           | Martínez 58' · Barraza 83' | Asistencia: 13059 espectadores Árbitro(s): Lloyd de Gourville | Asistencia: 13059 espectadores Árbitro(s): Lloyd de Gourville |

| 22 de diciembre de 1968 | Guayana Neerlandesa                           | 4:1 (3:1) | El Salvador | Estadio Nacional, Paramaribo                            |                                                         |
|                         | Lagadeau 16', 21' · Oothuizen 43' · Schal 74' |           | Azúcar 11'  | Asistencia: 4327 espectadores Árbitro(s): Osmond Downer | Asistencia: 4327 espectadores Árbitro(s): Osmond Downer |

### Segunda ronda
| Equipo      | Pts. | PJ | PG | PE | PP | GF | GC | Dif |
| ----------- | ---- | -- | -- | -- | -- | -- | -- | --- |
| El Salvador | 2    | 2  | 1  | 0  | 1  | 3  | 1  | 2   |
| Honduras    | 2    | 2  | 1  | 0  | 1  | 1  | 3  | -2  |

| L\V                    | Bandera de El Salvador | Bandera de Honduras |
| Bandera de El Salvador |                        | 3:0                 |
| Bandera de Honduras    | 1:0                    |                     |

|  | Clasificado a la segunda ronda. |

| 8 de junio de 1969 | Honduras  | 1:0 (0:0) | El Salvador | Estadio Nacional, Tegucigalpa                              |                                                            |
|                    | Welsh 89' |           |             | Asistencia: 17827 espectadores Árbitro(s): Arturo Yamasaki | Asistencia: 17827 espectadores Árbitro(s): Arturo Yamasaki |

| 15 de junio de 1969                                                                        | El Salvador                            | 3:0 (3:0) | Honduras | Estadio Flor Blanca, San Salvador                             |                                                               |
|                                                                                            | Martínez 27' (pen.), 41' · Acevedo 30' |           |          | Asistencia: 36470 espectadores Árbitro(s): Walter van Rosberg | Asistencia: 36470 espectadores Árbitro(s): Walter van Rosberg |
| Debido a que ambas selecciones empataron en puntos, se recurrió a un partido de desempate. |                                        |           |          |                                                               |                                                               |

Desempate
| 27 de junio de 1969 | El Salvador                          | 3:2 (2:1; 2:2) (1:0 t. s.) | Honduras                | Estadio Azteca, Ciudad de México                                 |                                                                  |
|                     | Martínez 10', 29' · Quintanilla 101' |                            | Cardona 19' · Gómez 50' | Asistencia: 15326 espectadores Árbitro(s): Abel Aguilar Elizalde | Asistencia: 15326 espectadores Árbitro(s): Abel Aguilar Elizalde |

### Tercera ronda
| Equipo      | Pts. | PJ | PG | PE | PP | GF | GC | Dif |
| ----------- | ---- | -- | -- | -- | -- | -- | -- | --- |
| Haití       | 2    | 2  | 1  | 0  | 1  | 4  | 2  | 2   |
| El Salvador | 2    | 2  | 1  | 0  | 1  | 2  | 4  | -2  |

| L\V                    | Bandera de Haití | Bandera de El Salvador |
| Bandera de Haití       |                  | 1:2                    |
| Bandera de El Salvador | 0:3              |                        |

|  | Clasificado a la Copa Mundial. |

| 21 de septiembre de 1969 | Haití    | 1:2 (0:1) | El Salvador                 | Estadio Sylvio Cator, Puerto Príncipe                      |                                                            |
|                          | Obas 51' |           | Acevedo 43' · Rodríguez 62' | Asistencia: 10415 espectadores Árbitro(s): Arturo Yamasaki | Asistencia: 10415 espectadores Árbitro(s): Arturo Yamasaki |

| 28 de septiembre de 1969                                                                   | El Salvador | 0:3 (0:3) | Haití                                  | Estadio Flor Blanca, San Salvador                                |                                                                  |
|                                                                                            |             |           | Barthélemy 19' · Désir 26' · Vorbe 30' | Asistencia: 36403 espectadores Árbitro(s): Abel Aguilar Elizalde | Asistencia: 36403 espectadores Árbitro(s): Abel Aguilar Elizalde |
| Debido a que ambas selecciones empataron en puntos, se recurrió a un partido de desempate. |             |           |                                        |                                                                  |                                                                  |

Desempate
| 8 de octubre de 1969 | El Salvador   | 1:0 (0:0, 0:0) (1:0 t. s.) | Haití | Estadio Nacional, Kingston                              |                                                         |
|                      | Martínez 104' |                            |       | Asistencia: 6742 espectadores Árbitro(s): Keith Dunstan | Asistencia: 6742 espectadores Árbitro(s): Keith Dunstan |

## Resultado final
| El Salvador           |
| Clasificado           |
| Primera participación |

## Estadísticas

### Clasificación general
| Pos. | Selección             | Pts. | PJ | PG | PE | PP | GF | GC | Dif | Rend. |
| ---- | --------------------- | ---- | -- | -- | -- | -- | -- | -- | --- | ----- |
| 1    | El Salvador           | 14   | 10 | 7  | 0  | 3  | 19 | 12 | 7   | 70%   |
| 2    | Haití                 | 11   | 9  | 5  | 1  | 3  | 16 | 8  | 8   | 61.1% |
| 3    | Honduras              | 9    | 7  | 4  | 1  | 2  | 10 | 8  | 2   | 64.3% |
| 4    | Estados Unidos        | 6    | 6  | 3  | 0  | 3  | 11 | 9  | 2   | 50%   |
| 5    | Canadá                | 5    | 4  | 2  | 1  | 1  | 8  | 3  | 5   | 62.5% |
| 6    | Costa Rica            | 5    | 4  | 2  | 1  | 1  | 7  | 3  | 4   | 62.5% |
| 7    | Guatemala             | 4    | 4  | 1  | 2  | 1  | 5  | 3  | 2   | 50%   |
| 8    | Guayana Neerlandesa   | 4    | 4  | 2  | 0  | 2  | 10 | 9  | 1   | 50%   |
| 9    | Trinidad y Tobago     | 3    | 4  | 1  | 1  | 2  | 4  | 10 | -6  | 37.5% |
| 10   | Antillas Neerlandesas | 2    | 4  | 1  | 0  | 3  | 3  | 9  | -6  | 25%   |
| 11   | Bermudas              | 1    | 4  | 0  | 1  | 3  | 2  | 12 | -10 | 12.5% |
| 12   | Jamaica               | 0    | 4  | 0  | 0  | 4  | 2  | 11 | -9  | 0%    |

### Goleadores
| Jugador                   |   | PJ |
| ------------------------- | - | -- |
| Juan Ramón Martínez       | 6 | 9  |
| Víctor Azúcar             | 3 | 3  |
| José Antonio Quintanilla  | 3 | 10 |
| Joel Estrada              | 2 | 4  |
| Elmer Acevedo             | 2 | 6  |
| Juan Francisco Barraza    | 1 | 4  |
| Salvador Flamenco         | 1 | 9  |
| Mauricio Alonso Rodríguez | 1 | 9  |